# Vivian d'Haïfa
 (juin 2025).
Vivian d'Haïfa, ou Vivian de Cayphas, mort après avril 1168, est un chevalier croisé franc, probablement d'origine occitane qui fut dans les États latins d'Orient seigneur d'Haïfa.
Il est probablement le fils ou un proche parent de Payen Ier d'Haïfa, à qui il succède après sa mort, au plus tôt en 1110, à la tête de la seigneurie d'Haïfa. Toutefois, étant encore mineur, la seigneurie est placée dans le domaine royale probablement pour assurer la régence pendant sa minorité.
Il est cité pour la première fois comme seigneur d'Haïfa dans une charte du roi Foulques V d'Anjou datée du 5 février 1138.
Il épouse une dame prénommée Béatrice, dont la famille est inconnue, avec qui il a au moins un enfant : Payen II.
En 1165, avec sa femme, son fils et sa belle-fille, il fait un don à l'église du Saint-Sépulcre de Jérusalem.
Le 17 janvier 1166, il est mentionné comme témoin dans une charte du roi Amaury Ier de Jérusalem, confirmant la propriété du château et de la seigneurie d'Ahamant (probablement Amman) à l'ordre du Temple. Sa dernière mention comme témoin est dans un document du prince Gautier de Saint-Omer, daté d'avril 1168.
Après sa mort, son fils Payen II lui succéde comme seigneur d'Haïfa.